# Premsdorf
Premsdorf (niedersorbisch Pśemysłojce) ist ein Wohnplatz im Ortsteil Görsdorf der Gemeinde Tauche (Landkreis Oder-Spree, Brandenburg). Die Gemeinde wurde bereits 1938 nach Görsdorf eingemeindet, war zunächst Ortsteil, ab 2001 nur noch Wohnplatz von Görsdorf.

## Geographie
Premsdorf liegt nur etwa 800 m nördlich von Görsdorf. Es liegt etwa 10 km westsüdwestlich von Beeskow und etwa 14 km südöstlich von Storkow (Mark) auf der Beeskower Platte. Die Gemarkung von Premsdorf wurde aufgelöst und mit der Gemarkung Görsdorf vereinigt. Die ehemalige Gemarkung von Premsdorf grenzte im Norden an Lindenberg, im Osten an Falkenberg, im Süden an Görsdorf und im Westen an Premsdorf. Der Ort ist über eine kleine Straße von Falkenberg sowie über die L422 von Görsdorf (einen Abzweig von der L422) zu erreichen. 

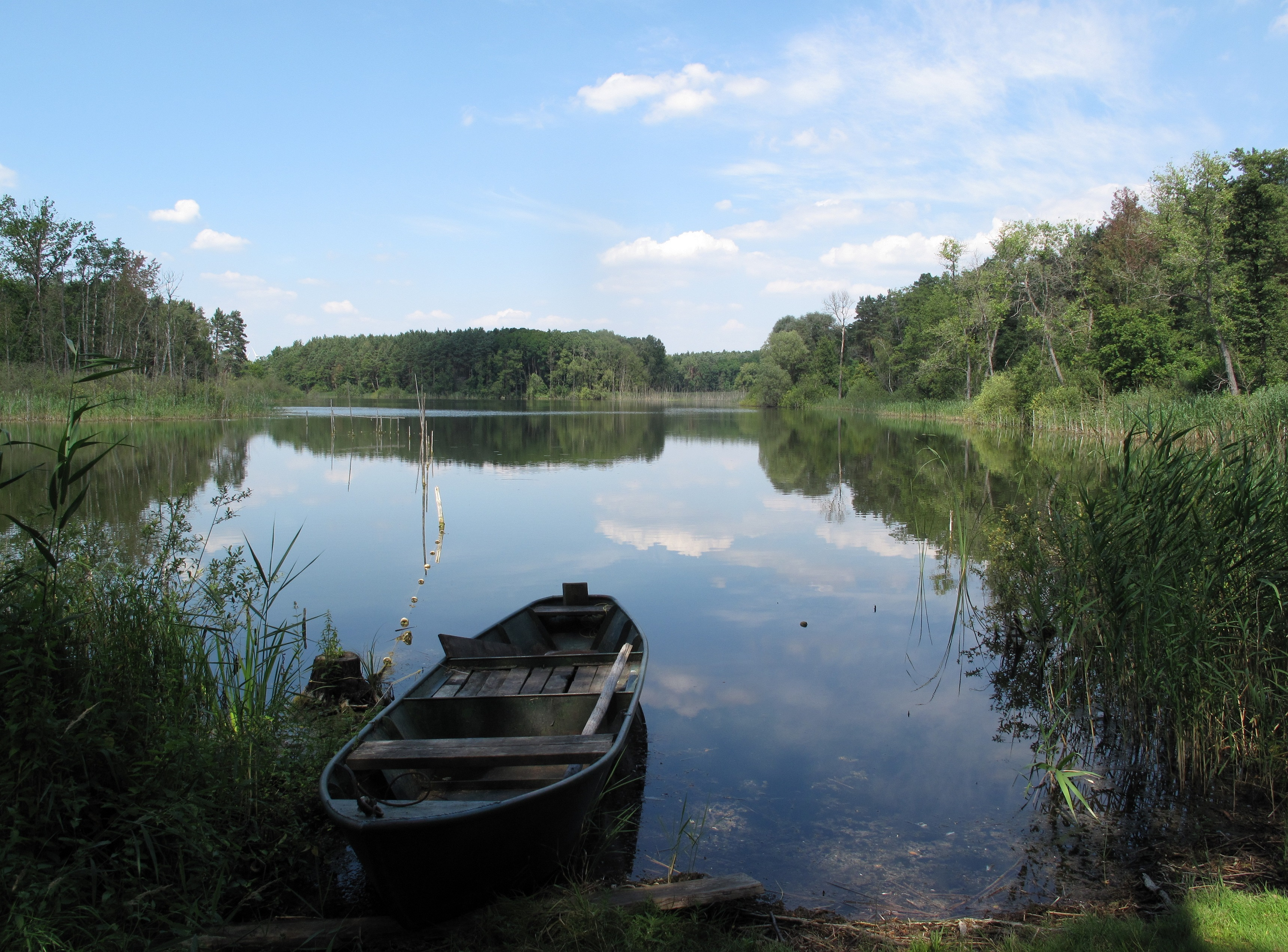
Premsdorfer See

Auf der ehemaligen Gemarkung liegt der Premsdorfer See, in den von Norden kommend der Blabbergraben mündet, und ihn an dessen Südende wieder verlässt. Das einzige weitere Fließgewässer auf der ehemaligen Gemarkung ist ein kurzer Graben, der von Norden und etwa parallel zum Blabbergraben verlaufend in den Premsdorfer See mündet. Der höchste Punkt der ehemaligen Gemarkung lag an der nördlichen Grenze mit knapp 80 m, der tiefste Punkt ist der Seespiegel des Premsdorfer Sees.

## Geschichte
Premsdorf wurde 1460 erstmals in zwei Urkunden genannt. Die Schreibweise wechselte, zum einen Permßdorff zum anderen Prenißdorf. Der Name ist ein slawisch-deutscher Mischname, und bedeutet: Dorf eines Premysl oder Prem, wobei Prem die Koseform ist. Der Kosename Prem ist eine Verkürzung des Vollnamens *Premyslav. Der Dorfstruktur nach ist es ein Breitgassendorf.

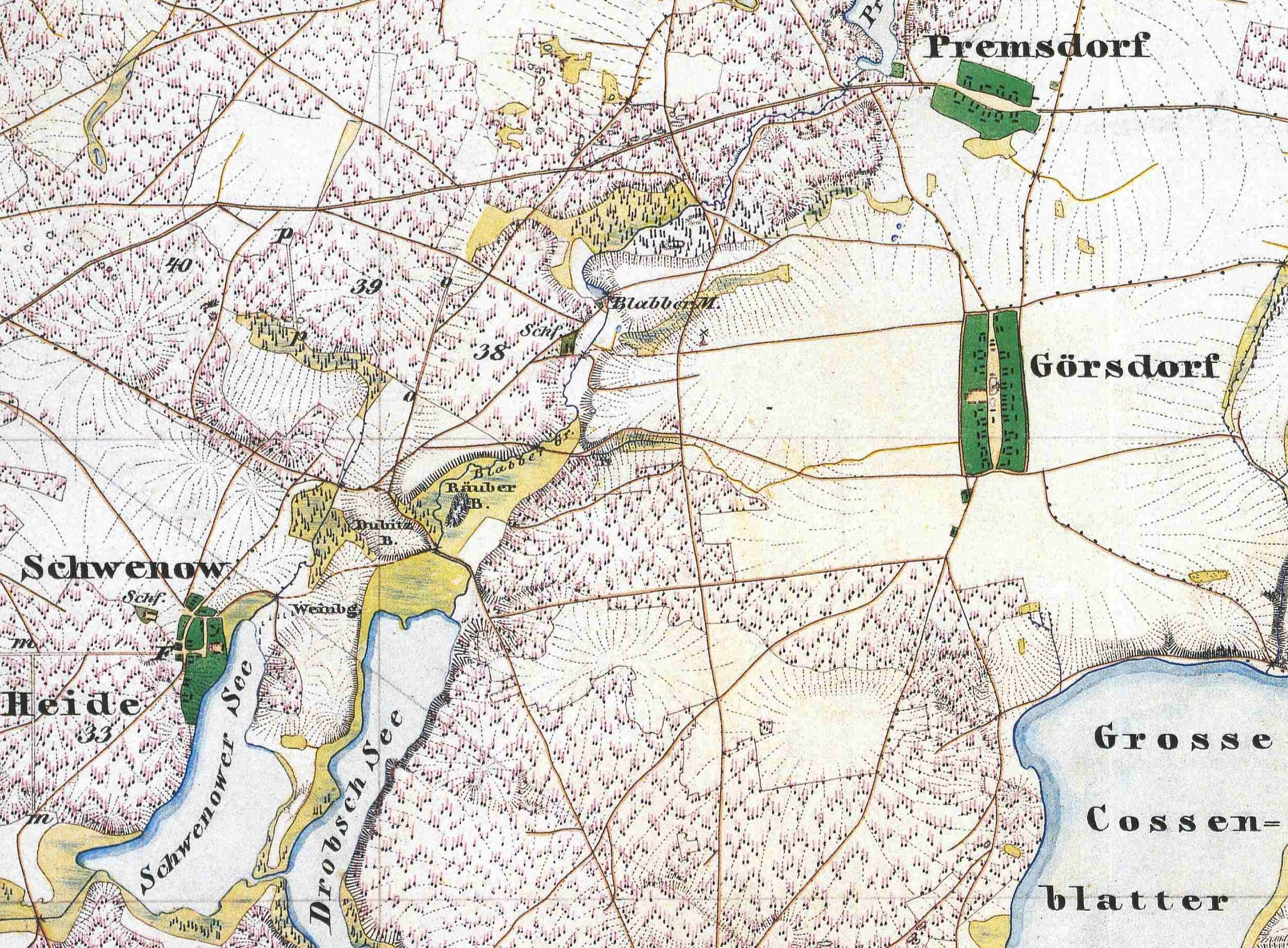
Premsdorf, Görsdorf und Schwenow auf dem Urmesstischblatt Preußen Blatt 3850 Kossenblatt von 1846

### Besitzgeschichte
Schon vor 1460 hatte Hans von Kottwitz das Dorf Premsdorf als Knechtslehen. 1460 war er verstorben und Wenzel von Bieberstein verlieh den Schwestern Frohne, Agnes und Ursula, und Töchtern des verstorbenen Hans von Kottwitz Premsdorf (Permsßdorff) als Knechtslehen mit Freiheit von jedem Dienst. In einer zweiten Urkunde zu dieser Belehnung wird auch die Mühle zu Premsdorf (Prenißdorf) erwähnt.
Am 12. März 1526 verkaufte Nickel von Maltitz zu Tauche seinem Bruder Hans von Maltitz zu Premsdorf sein Freihaus in der Stadt Beeskow für 30 Gulden. Hans von Maltitz zu Premsdorf verkaufte dieses Freihaus in Beeskow allerdings nur sechs Jahre später am 5. Januar 1532 an Dietrich von Bucksheim für 40 Gulden. Nickel und Hans von Maltitz waren die Söhne des Hans von Maltitz auf Tauche und der Anna von Canitz adH Dallwitz.
Noch vor 1537 war das Dorf an Baltzer Seifertitz genannt Fuchs in Wendisch Rietz gekommen, der es in diesem Jahr an die v. Maltitz in Tauche verkaufte. 1553 wurden Hans und Siegmund v. Maltitz mit Tauche beliehen. Mitbelehnt war u. a. auch Peter v. Maltitz auf Premsdorf, der also seinen Rittersitz in Premsdorf hatte. 1556 gehörte das Dorf dem Nickel Maltitz zu Klein Rietz. 1560 tauschte das Amt Beeskow zwei Hüfner und zehn Kossäten in Wulfersdorf gegen das Dorf Premsdorf ein. Seitdem war Premsdorf Amtsdorf bis zur Auflösung des Amtes Beeskow 1872/4. 
| Jahr      | 1774 | 1801 | 1818 | 1837 | 1858 | 1875 | 1890 | 1910 | 1925 | 1933 |
| Einwohner | 57   | 81   | 67   | 73   | 83   | 114  | 84   | 90   | 75   | 80   |

### Dorfgeschichte
1460 gehörte zum Dorf eine Mühle, die am Blabbergraben, wahrscheinlich an dessen Ausfluss aus dem Premsdorfer See gelegen hat. 1576 lebten fünf Bauern und vier Kossäten im Dorf, eine Kossätenstelle war nicht besetzt. 1600 war die Feldmark in 13 Hufen eingeteilt. Im Dorf wohnten fünf Kossäten und ein Hirte. 1641 war das Dorf verlassen und verwüstet. Aber bereits 1652 waren fast alle Bauern- und Kossätenstelle wieder besetzt. Der Schulze bewirtschaftete einen Dreihufenhof ebenfalls zwei weitere Bauern. Vier Hufen wurden von zwei Kossäten bewirtschaftet. Zwei Kossätenhöfe waren besetzt, zwei weitere Kossätenstellen waren aber nicht besetzt. Insgesamt waren somit wieder 13 Hufen bewirtschaftet. 1692 gab es nur noch zwei Dreihufenhöfe. Der dritte Dreihufenhof war unter die Kossäten verteilt worden. Insgesamt gab es nun sieben Kossäten, die je eine Hufe bewirtschafteten. Zwei Kossätenhöfe waren erst 1693 neu besetzt worden. Außerdem wohnte noch ein Hirte im Dorf. Die Bauern gewannen im Durchschnitt das dritte Korn. Sie hatten aber keine Wiesen und nur schlechte Hütung. Sie hielten einige Schafe. Die Dorfbewohner hatten aber nur notdürftig Brennholz und auch keine Fischereirechte. 1743 hatte sich die Sozialstruktur kaum geändert, zwei Dreihufenbauern (darunter der Schulze) standen sieben Kossäten mit je einer Hufe gegenüber. 1775 war ein Büdner hinzugekommen; es gab zwölf Feuerstellen. 1801 wird die Dorfbevölkerung wie folgt beschrieben: ein Lehnschulze, ein Ganzbauer, sieben Ganzkossäten und sechs Einlieger, die in zwölf Feuerstellen lebten. 1837 gab es dann 13 Wohnhäuser, 1858 wurden 15 Wohnhäuser und 35 Wirtschaftsgebäude registriert. Auch 1900 und 1931 blieb die Zahl der Wohnhäuser mit 15 auf dem Stand von 1858. In der Bodenreform von 1946 kam es zu keinen Enteignungen, da die Betriebe alle kleiner als 100 Hektar waren. 1960 die Landwirtschaftliche Produktionsgenossenschaft (LPG) vom Typ I mit 12 Betrieben, 22 Betrieben und 152 Hektar landwirtschaftlicher Nutzfläche gegründet. Die LPG wurde 1973 an die LPG Typ III in Falkenberg angeschlossen.

## Politische und kommunale Zugehörigkeit
Premsdorf gehörte im Spätmittelalter zur Herrschaft Beeskow, die damals noch Teil der  Niederlausitz war. 1518 wurden die Herrschaften Beeskow und Storkow von Ulrich von Bieberstein an den Bischof von Lebus verpfändet; das Pfand wurde nicht mehr eingelöst. 1556 kamen die beiden Herrschaften an den brandenburgischen (Mit-)Kurfürsten Johann von Küstrin, der 1571 starb. Erbe war sein Neffe der brandenburgische Kurfürst Johann Georg. In seiner Regierungszeit  kamen die Herrschaften Beeskow und Storkow 1575/6 de facto an Brandenburg, blieben jedoch de jure bis 1742 ein Lehen der böhmischen Krone. Aus den beiden Herrschaften Beeskow und Storkow bildete sich im 17. und 18. Jahrhundert der Beeskow-Storkowische Kreis heraus, der jedoch einen Sonderstatus hatte. Er wurde 1815 aufgelöst und das Gebiet der ehemaligen Herrschaft Beeskow wurde an den Kreis Lübben angeschlossen, das Gebiet der ehemaligen Herrschaft Storkow wurde mit dem Teltowischen Kreis zum Kreis Teltow-Storkow vereinigt. 1835 wurde diese Teilung der beiden Herrschaften rückgängig gemacht und die historische Verbindung der beiden Herrschaften wieder hergestellt; es entstand der Kreis Beeskow-Storkow. 1938 wurde Premsdorf in die Gemeinde Görsdorf eingemeindet. Es war 1957 und 1973 Ortsteil der Gemeinde Görsdorf. In einer ersten Kreisreform 1950 in der damaligen DDR wurde der Kreis Beeskow-Storkow erneut aufgelöst und auf die Kreise Fürstenwalde und Lübben aufgeteilt. Bereits 1952 wurde diese Kreiseinteilung zum größten Teil wieder rückgängig gemacht, und der neue Kreis Beeskow im Bezirk Frankfurt (Oder) wurde geschaffen. Nach der Wende wurde der Kreis Beeskow noch in Landkreis Beeskow umbenannt. 1992 schloss sich Görsdorf mit sieben weiteren Gemeinden zum Amt Tauche/Trebatsch zusammen, das 1994 in Amt Tauche umbenannt wurde. Vier weitere Gemeinden waren dem Amt Tauche/Trebatsch per Ministerbeschluss 1992 zugewiesen worden. 2001 schlossen sich elf der amtsangehörigen Gemeinden zur neuen Gemeinde Tauche zusammen. Stremmen wurde als letzte Gemeinde der neuen Gemeinde 2003 per Gesetz eingegliedert, und das Amt Tauche aufgelöst. Seither ist Görsdorf ein Ortsteil der Gemeinde Tauche, Premsdorf ist dagegen nur noch ein Wohnplatz im Ortsteil Görsdorf ohne eigene Kommunalvertretung. Der Ortsbeirat von Görsdorf besteht aus drei Mitgliedern, die aus ihrer Mitte für die Dauer einer Wahlperiode den Ortsvorsteher wählen.

## Kirchliche Geschichte
Premsdorf war von 1600 bis 1801 eingekircht in Görsdorf. 1837 war es anscheinend eingekircht in Ahrensdorf. 1897 war es wieder eingepfarrt in Görsdorf.

## Denkmale und Sehenswürdigkeiten
Die Denkmalliste des Landes Brandenburg für den Landkreis Oder-Spree verzeichnet nur ein Bodendenkmal auf der ehemaligen Gemarkung von Premsdorf:
- Nr. 90786 Görsdorf Fluren 3, 4 (ehemalige Gemarkung von Premsdorf): der Dorfkern der Neuzeit und des deutschen Mittelalter von Premsdorf.

## Belege